# Hopczycia
Hopczycia (ukr. Гопчиця) – wieś na Ukrainie, w obwodzie winnickim, w rejonie pohrebyszczeńskim, nad rzeką Someć. W 2001 roku liczyła 1484 mieszkańców.
Miejscowość została założona w XIX wieku. Na mapie z 1910 roku figuruje jako Gajczyce. W 1920 roku koło Hopczyci odbyła się bitwa. W czasach radzieckich we wsi znajdowała się siedziba kołchozu „Drużba”. 

## Literatura
- Hopczyca, [w:] Słownik geograficzny Królestwa Polskiego, t. III: Haag – Kępy, Warszawa 1882, s. 120.